# Alois Brugger
Alois Brugger (* 21. Juni 1881 in Simonswald; † 29. April 1945 in Billafingen) war ein deutscher römisch-katholischer Geistlicher und Märtyrer.

## Leben
Alois Brugger wuchs als Sohn eines Webers im Schwarzwald auf. Er besuchte die Lendersche Lehranstalt in Sasbach und das Ludwig-Wilhelm-Gymnasium in Rastatt und machte 1904 Abitur. Nach dem Theologiestudium in Freiburg im Breisgau wurde er am 1. Juli 1908 zum Priester geweiht. Die Stationen seines Wirkens waren: Mühlhausen bei Engen, Leimen (Baden) (1908), Ulm (Renchen) (1909), Lenzkirch (1911), Ladenburg (1911), Waldau (Titisee-Neustadt) (1913), Lobenfeld (1914), Schollach (Eisenbach) im Hochschwarzwald (1915), Göschweiler im Hochschwarzwald (1924) und Billafingen (nordöstlich von Sigmaringen) (1938).
Sein nervöses Wesen, das ihm schon während der neun Jahre in Schollach Schwierigkeiten eingebracht hatte, zeigte sich ausgeprägt in Göschweiler und dort ab 1933 in verstärktem Maße durch die Opposition zu den Nationalsozialisten. Von den sieben Jahren in Billafingen sind hingegen keine Konflikte bekannt. Sein Tod in den letzten Kriegstagen ist ungeklärt. Am 29. April 1945 kehrte er von einem Spaziergang nicht zurück und konnte erst zwei Wochen später an entlegener Stelle mit drei Schüssen im Herz aufgefunden werden. Die allgemeine Vermutung geht auf ein Endphaseverbrechen an dem in der Soutane gut als Priester erkennbaren Pfarrer. Es gibt Indizien für Todesahnung seinerseits, insofern er vier Wochen zuvor sein Testament machte, nach der Beichte bei einem benachbarten Mitbruder erklärte, dies sei wohl seine letzte Beichte, und am Morgen seines Todes über Johannes 16,16 predigte: „Nur noch eine kleine Weile und ihr werdet mich nicht mehr sehen.“

## Gedenken
Die deutsche Römisch-katholische Kirche hat Alois Brugger als Märtyrer aus der Zeit des Nationalsozialismus in das deutsche Martyrologium des 20. Jahrhunderts aufgenommen. Sein Name steht auf der Gedenktafel in der Wallfahrtskapelle Maria Lindenberg (St. Peter).